# منطقة قطنا
منطقة قطنا منطقة سورية إدارية تتبع محافظة ريف دمشق ومركزها مدينة قطنا، بلغ تعداد سكان المنطقة 207,245 نسمة حسب التعداد السكاني لعام 2004.

## نواحي منطقة قطنا
- ناحية مركز قطنا
- ناحية بيت جن
- ناحية سعسع
- ناحية جديدة عرطوز